# نیشیکاوا میوا
نیشیکاوا میوا (انگلیسی: Miwa Nishikawa؛ زادهٔ ۸ ژوئیهٔ ۱۹۷۴) کارگردان و فیلم‌نامه‌نویس اهل ژاپن است. وی در سال ۲۰۰۴ میلادی برندهٔ جایزهٔ بهترین کارگردانی جشنواره فیلم یوکوهاما شده‌است.

## فیلم‌شناسی

### فیلم سینمایی
- توت‌های وحشی（۲۰۰۲）-- کارگردان / فیلمنامه‌نویس
- زن（۲۰۰۵）-- کارگردان / فیلمنامه‌نویس
- نوسان（۲۰۰۶）-- کارگردان / فیلمنامه‌نویس/ پیش نویس
- ده شب رؤیا（۲۰۰۷）-- کارگردان / فیلمنامه‌نویس
- دکتر عزیز（۲۰۰۹）-- کارگردان / فیلمنامه‌نویس
- رویاهایی برای فروش（۲۰۱۲）-- کارگردان / فیلمنامه‌نویس / پیش نویس
- بهانه ابدی（۲۰۱۶）-- کارگردان / فیلمنامه‌نویس[۲]
- زیر آسمان باز（۲۰۲۱）-- کارگردان / فیلمنامه‌نویس